# رودخانه‌های ایران
رودخانه‌های ایران کتابی از یدالله افشین است که در سال ۱۳۷۳ منتشر و در مراسم کتاب سال جمهوری اسلامی ایران به‌عنوان کتاب برگزیده معرفی شد.